# Afsnit af South Park
Afsnit af South Park er en komplet oversigt over afsnittene af tv-serien South Park.

## Serieoversigt
| Sæson | Sæson    | Afsnit | Oprindelig sendt | Oprindelig sendt | Oprindelig sendt |
| Sæson | Sæson    | Afsnit | Start            | Slut             | Netværk          |
| ----- | -------- | ------ | ---------------- | ---------------- | ---------------- |
|       | 1        | 13     |                  |                  | Comedy Central   |
|       | 2        | 18     |                  |                  | Comedy Central   |
|       | 3        | 17     |                  |                  | Comedy Central   |
|       | 4        | 17     |                  |                  | Comedy Central   |
|       | 5        | 14     |                  |                  | Comedy Central   |
|       | 6        | 17     |                  |                  | Comedy Central   |
|       | 7        | 15     |                  |                  | Comedy Central   |
|       | 8        | 14     |                  |                  | Comedy Central   |
|       | 9        | 14     |                  |                  | Comedy Central   |
|       | 10       | 14     |                  |                  | Comedy Central   |
|       | 11       | 14     |                  |                  | Comedy Central   |
|       | 12       | 14     |                  |                  | Comedy Central   |
|       | 13       | 14     |                  |                  | Comedy Central   |
|       | 14       | 14     |                  |                  | Comedy Central   |
|       | 15       | 14     |                  |                  | Comedy Central   |
|       | 16       | 14     |                  |                  | Comedy Central   |
|       | 17       | 10     |                  |                  | Comedy Central   |
|       | 18       | 10     |                  |                  | Comedy Central   |
|       | 19       | 10     |                  |                  | Comedy Central   |
|       | 20       | 10     |                  |                  | Comedy Central   |
|       | 21       | 10     |                  |                  | Comedy Central   |
|       | 22       | 10     |                  |                  | Comedy Central   |
|       | 23       | 10     |                  |                  | Comedy Central   |
|       | 24       | 2      |                  |                  | Comedy Central   |
|       | Specials | 2      |                  |                  | Paramount+       |
|       | 25       | 6      |                  |                  | Comedy Central   |
|       | Specials | 2      |                  |                  | Paramount+       |
|       | 26       | 6      |                  |                  | Comedy Central   |

## Afsnit

### Sæson 1 (1997–1998)
| Nr. i serie | Nr. i sæson | Titel                             | Instruktør               | Forfatter                              | Oprindelig sendedato | Seertal i USA |
| ----------- | ----------- | --------------------------------- | ------------------------ | -------------------------------------- | -------------------- | ------------- |
| 1           | 1           | "Cartman Gets an Anal Probe"      | Trey Parker              | Matt Stone & Trey Parker               | 13. august 1997      | = 980.000     |
| 2           | 2           | "Weight Gain 4000"                | Trey Parker & Matt Stone | Matt Stone, Trey Parker                | 20. august 1997      |               |
| 3           | 3           | "Volcano"                         | Trey Parker & Matt Stone | Matt Stone, Trey Parker                | 27. august 1997      |               |
| 4           | 4           | "Big Gay Al's Big Gay Boat Ride"  | Trey Parker              | Matt Stone, Trey Parker                | 3. september 1997    |               |
| 5           | 5           | "An Elephant Makes Love to a Pig" | Trey Parker & Matt Stone | Matt Stone, Trey Parker, Dan Sterling  | 10. september 1997   |               |
| 6           | 6           | "Death"                           | Matt Stone               | Matt Stone, Trey Parker                | 17. september 1997   |               |
| 7           | 7           | "Pinkeye"                         | Trey Parker              | Matt Stone, Trey Parker                | 29. oktober 1997     |               |
| 8           | 8           | "Damien"                          | Trey Parker              | Matt Stone, Trey Parker                | 4. februar 1998      |               |
| 9           | 9           | "Starvin' Marvin"                 | Trey Parker              | Matt Stone, Trey Parker                | 19. november 1997    |               |
| 10          | 10          | "Mr. Hankey, the Christmas Poo"   | Trey Parker & Matt Stone | Matt Stone, Trey Parker                | 17. december 1997    |               |
| 11          | 11          | "Tom's Rhinoplasty"               | Trey Parker              | Trey Parker                            | 11. februar 1998     |               |
| 12          | 12          | "Mecha-Streisand"                 | Trey Parker              | Matt Stone, Trey Parker & Philip Stark | 18. februar 1998     |               |
| 13          | 13          | "Cartman's Mom Is a Dirty Slut"   | Trey Parker              | Trey Parker & David R. Goodman         | 25. februar 1998     |               |

### Sæson 2 (1998–1999)
| Nr. i serie | Nr. i sæson | Titel                                             | Instruktør               | Forfatter                                  | Oprindelig sendedato |
| ----------- | ----------- | ------------------------------------------------- | ------------------------ | ------------------------------------------ | -------------------- |
| 14          | 1           | "Terrance and Phillip in Not Without My Anus"     | Trey Parker              | Matt Stone, Trey Parker & Trisha Nixon     | 1. april 1998        |
| 15          | 2           | "Cartman's Mom Is Still a Dirty Slut"             | Trey Parker & Matt Stone | Trey Parker & David Goodman                | 22. april 1998       |
| 16          | 3           | "Chickenlover" "Chickenfucker"                    | Trey Parker              | Matt Stone, Trey Parker, David Goodman     | 20. maj 1998         |
| 17          | 4           | "Ike's Wee Wee"                                   | Trey Parker              | Matt Stone, Trey Parker                    | 27. maj 1998         |
| 18          | 5           | "Conjoined Fetus Lady"                            | Trey Parker              | Matt Stone, Trey Parker, David Goodman     | 3. juni 1998         |
| 19          | 6           | "The Mexican Starring Frog of Southern Sri Lanka" | Trey Parker              | Matt Stone, Trey Parker                    | 10. juni 1998        |
| 20          | 7           | "City on the Edge of Forever"                     | Trey Parker              | Matt Stone, Trey Parker, Nancy M. Pimental | 17. juni 1998        |
| 21          | 8           | "Summer Sucks"                                    | Trey Parker              | Trey Parker, Nancy M. Pimental             | 24. juni 1998        |
| 22          | 9           | "Chef's Chocolate Salty Balls"                    | Trey Parker              | Matt Stone, Trey Parker, Nancy M. Pimental | 19. august 1998      |
| 23          | 10          | "Chickenpox"                                      | Trey Parker              | Matt Stone, Trey Parker, Tricia Nixon      | 26. august 1998      |
| 24          | 11          | "Roger Ebert Should Lay Off the Fatty Foods"      | Trey Parker              | Trey Parker, David Goodman                 | 2. september 1998    |
| 25          | 12          | "Clubhouses"                                      | Trey Parker              | Matt Stone, Trey Parker, Nancy M. Pimental | 23. september 1998   |
| 26          | 13          | "Cow Days"                                        | Trey Parker              | Matt Stone, Trey Parker, Nancy M. Pimental | 30. september 1998   |
| 27          | 14          | "Chef Aid"                                        | Trey Parker              | Matt Stone, Trey Parker                    | 7. oktober 1998      |
| 28          | 15          | "Spookyfish"                                      | Trey Parker              | Trey Parker                                | 28. oktober 1998     |
| 29          | 16          | "Merry Christmas, Charlie Manson!"                | Eric Stough              | Trey Parker, Nancy M. Pimental             | 9. december 1998     |
| 30          | 17          | "Gnomes" "Underpants gnomes"                      | Trey Parker              | Matt Stone, Trey Parker, Pam Brady         | 16. december 1998    |
| 31          | 18          | "Prehistoric Ice Man"                             | Eric Stough              | Trey Parker, Nancy M. Pimental             | 20. januar 1999      |

### Sæson 3 (1999–2000)
| Nr. i serie | Nr. i sæson | Titel                                | Instruktør               | Forfatter                               | Oprindelig sendedato |
| ----------- | ----------- | ------------------------------------ | ------------------------ | --------------------------------------- | -------------------- |
| 32          | 1           | "Rainforest Shmainforest"            | Trey Parker              | Matt Stone, Trey Parker                 | 5. april 1999        |
| 33          | 2           | "Spontaneous Combustion"             | Matt Stone               | Matt Stone, Trey Parker & David Goodman | 14. april 1999       |
| 34          | 3           | "The Succubus"                       | Trey Parker              | Trey Parker                             | 21. april 1999       |
| 35          | 4           | "Tweek vs. Craig"                    | Trey Parker              | Trey Parker                             | 23. juni 1999        |
| 36          | 5           | "Jackovasaurus"                      | Matt Stone               | Matt Stone, Trey Parker, David Goodman  | 16. juni 1999        |
| 37          | 6           | "Sexual Harassment Panda"            | Eric Stough              | Matt Stone, Trey Parker                 | 7. juli 1999         |
| 38          | 7           | "Cat Orgy"                           | Trey Parker              | Trey Parker                             | 14. juli 1999        |
| 39          | 8           | "Two Guys Naked in a Hot Tub"        | Eric Stough              | Trey Parker                             | 21. juli 1999        |
| 40          | 9           | "Jewbilee"                           | Trey Parker              | Trey Parker                             | 28. juli 1999        |
| 41          | 10          | "Chinpokomon"                        | Trey Parker, Eric Stough | Trey Parker                             | 3. november 1999     |
| 42          | 11          | "Starvin' Marvin in Space"           | Eric Stough              | Trey Parker                             | 17. november 1999    |
| 43          | 12          | "Korn's Groovy Pirate Ghost Mystery" | Trey Parker              | Trey Parker                             | 27. oktober 1999     |
| 44          | 13          | "Hooked on Monkey Fonics"            | Trey Parker              | Trey Parker                             | 10. november 1999    |
| 45          | 14          | "The Red Badge of Gayness"           | Trey Parker              | Trey Parker                             | 24. november 1999    |
| 46          | 15          | "Mr. Hankey's Christmas Classics"    | Trey Parker              | Trey Parker                             | 1. december 1999     |
| 47          | 16          | "Are You There God? It's Me, Jesus"  | Eric Stough              | Matt Stone, Trey Parker                 | 29. december 1999    |
| 48          | 17          | "World Wide Recorder Concert"        | Eric Stough              | Trey Parker                             | 12. januar 2000      |

### Sæson 4 (2000)
| Nr. i serie | Nr. i sæson | Titel                                    | Instruktør   | Forfatter                                  | Oprindelig sendedato |
| ----------- | ----------- | ---------------------------------------- | ------------ | ------------------------------------------ | -------------------- |
| 49          | 1           | "The Tooth Fairy Tats 2000"              | Trey Parker  | Matt Stone, Trey Parker, Nancy M. Pimental | 5. april 2000        |
| 50          | 2           | "Cartman's Silly Hate Crime 2000"        | Matt Stone   | Trey Parker                                | 12. april 2000       |
| 51          | 3           | "Timmy 2000"                             | Trey Parker  | Trey Parker                                | 19. april 2000       |
| 52          | 4           | "Quintuplets 2000"                       | Trey Parker  | Trey Parker, Matt Stone                    | 26. april 2000       |
| 53          | 5           | "Cartman Joins NAMBLA"                   | Eric Stough  | Trey Parker                                | 21. juni 2000        |
| 54          | 6           | "Cherokee Hair Tampons"                  | Matt Stone   | Matt Stone, Trey Parker                    |                      |
| 55          | 7           | "Chef Goes Nanners"                      | Eric Stough  | Trey Parker                                | 5. juli 2000         |
| 56          | 8           | "Something You Can Do with Your Fingers" | Eric Stough  | Trey Parker                                | 12. juli 2000        |
| 57          | 9           | "Do the Handicapped Go to Hell"          | Trey Parker  | Trey Parker, Matt Stone                    | 19. juli 2000        |
| 58          | 10          | "Probably"                               | Trey Parker  | Trey Parker, Matt Stone                    | 26. juli 2000        |
| 59          | 11          | "4th Grade"                              | Trey Parker  | Trey Parker, Matt Stone                    | 8. november 2000     |
| 60          | 12          | "Trapper Keeper"                         | Trey Parker  | Trey Parker                                | 15. november 2000    |
| 61          | 13          | "Helen Keller! The Musical"              | Trey Parker  | Trey Parker                                | 22. november 2000    |
| 62          | 14          | "Pip"                                    | Trey Parker  | Trey Parker, Matt Stone                    | 29. november 2000    |
| 63          | 15          | "Fat Camp"                               | Trey Parker  | Trey Parker, Matt Stone                    | 6. december 2000     |
| 64          | 16          | "The Wacky Molestation Adventure"        | Trey Parker  | Trey Parker                                | 13. december 2000    |
| 65          | 17          | "A Very Crappy Christmas"                | Adrien Beard | Trey Parker, Matt Stone                    | 20. december 2000    |

### Sæson 5 (2001)
| Nr. i serie | Nr. i sæson | Titel                                   | Instruktør              | Forfatter   | Oprindelig sendedato |
| ----------- | ----------- | --------------------------------------- | ----------------------- | ----------- | -------------------- |
| 66          | 1           | "It Hits the Fan"                       | Trey Parker             | Trey Parker | 20. juni 2001        |
| 67          | 2           | "Cripple Fight"                         | Trey Parker             | Trey Parker | 27. juni 2001        |
| 68          | 3           | "Super Best Friends"                    | Trey Parker             | Trey Parker | 4. juli 2001         |
| 69          | 4           | "Scott Tenorman Must Die"               | Eric Stough, Matt Stone | Trey Parker | 11. juli 2001        |
| 70          | 5           | "Terrance and Phillip: Behind the Blow" | Trey Parker             | Trey Parker | 18. juli 2001        |
| 71          | 6           | "Cartmanland"                           | Trey Parker             | Trey Parker | 25. juli 2001        |
| 72          | 7           | "Proper Condom Use"                     | Trey Parker, Matt Stone | Trey Parker | 1. august 2001       |
| 73          | 8           | "Towelie"                               | Trey Parker             | Trey Parker | 8. august 2001       |
| 74          | 9           | "Osama bin Laden Has Farty Pants"       | Trey Parker             | Trey Parker | 7. november 2001     |
| 75          | 10          | "How to Eat with Your Butt"             | Trey Parker             | Trey Parker | 14. november 2001    |
| 76          | 11          | "The Entity"                            | Trey Parker             | Trey Parker | 21. november 2001    |
| 77          | 12          | "Here Comes the Neighborhood"           | Eric Stough             | Trey Parker | 28. november 2001    |
| 78          | 13          | "Kenny Dies"                            | Trey Parker             | Trey Parker | 5. december 2001     |
| 79          | 14          | "Butters' Very Own Episode"             | Eric Stough             | Trey Parker | 12. december 2001    |

### Sæson 6 (2002)
| Nr. i serie | Nr. i sæson | Titel                                                        | Instruktør               | Forfatter                                 | Oprindelig sendedato |
| ----------- | ----------- | ------------------------------------------------------------ | ------------------------ | ----------------------------------------- | -------------------- |
| 80          | 1           | "Jared Has Aides"                                            | Trey Parker              | Trey Parker                               | 6. marts 2002        |
| 81          | 2           | "Asspen"                                                     | Trey Parker              | Trey Parker                               | 13. marts 2002       |
| 82          | 3           | "Freak Strike"                                               | Matt Stone, Trey Parker  | Trey Parker                               | 20. marts 2002       |
| 83          | 4           | "Fun with Veal"                                              | Trey Parker              | Trey Parker                               | 27. marts 2002       |
| 84          | 5           | "The New Terrance and Phillip Movie Trailer"                 | Trey Parker              | Trey Parker                               | 3. april 2002        |
| 85          | 6           | "Professor Chaos"                                            | Trey Parker, Matt Stone  | Trey Parker, Matt Stone, Glasgow Phillips | 10. april 2002       |
| 86          | 7           | "Simpsons Already Did It"                                    | Trey Parker              | Trey Parker, Matt Stone, Glasgow Phillips | 26. juni 2002        |
| 87          | 8           | "Red Hot Catholic Love"                                      | Trey Parker              | Trey Parker, Matt Stone, Glasgow Phillips | 3. juli 2002         |
| 88          | 9           | "Free Hat"                                                   | Tony Nugnes              | Trey Parker, Matt Stone                   | 10. juli 2002        |
| 89          | 10          | "Bebe’s Boobs Destroy Society"                               | Trey Parker              | Trey Parker                               | 17. juli 2002        |
| 90          | 11          | "Child Abduction Is Not Funny"                               | Trey Parker              | Trey Parker, Matt Stone                   | 24. juli 2002        |
| 91          | 12          | "A Ladder to Heaven"                                         | Trey Parker              | Trey Parker                               | 6. november 2002     |
| 92          | 13          | "The Return of the Fellowship of the Ring to the Two Towers" | Trey Parker              | Trey Parker, Matt Stone                   | 13. november 2002    |
| 93          | 14          | "The Death Camp of Tolerance"                                | Trey Parker              | Trey Parker                               | 20. november 2002    |
| 94          | 15          | "The Biggest Douche in the Universe"                         | Trey Parker              | Trey Parker                               | 27. november 2002    |
| 95          | 16          | "My Future Self n’ Me"                                       | Trey Parker, Eric Stough | Trey Parker                               | 4. december 2002     |
| 96          | 17          | "Red Sleigh Down"                                            | Trey Parker              | Trey Parker, Matt Stone                   | 11. december 2002    |

### Sæson 7 (2003)
| Nr. i serie | Nr. i sæson | Titel                       | Instruktør  | Forfatter   | Oprindelig sendedato |
| ----------- | ----------- | --------------------------- | ----------- | ----------- | -------------------- |
| 97          | 1           | "Cancelled"                 | Trey Parker | Trey Parker | 19. marts 2003       |
| 98          | 2           | "Krazy Kripples"            | Trey Parker | Trey Parker | 26. marts 2003       |
| 99          | 3           | "Toilet Paper"              | Trey Parker | Trey Parker | 2. april 2003        |
| 100         | 4           | "I’m a Little Bit Country"  | Trey Parker | Trey Parker | 9. april 2003        |
| 101         | 5           | "Fat Butt and Pancake Head" | Trey Parker | Trey Parker | 16. april 2003       |
| 102         | 6           | "Lil’ Crime Stoppers"       | Trey Parker | Trey Parker | 23. april 2003       |
| 103         | 7           | "Red Man’s Greed"           | Trey Parker | Trey Parker | 30. april 2003       |
| 104         | 8           | "South Park is Gay"         | Trey Parker | Trey Parker | 22. oktober 2003     |
| 105         | 9           | "Christian Hard Rock"       | Trey Parker | Trey Parker | 29. oktober 2003     |
| 106         | 10          | "Grey Dawn"                 | Trey Parker | Trey Parker | 5. november 2003     |
| 107         | 11          | "Casa Bonita"               | Trey Parker | Trey Parker | 12. november 2003    |
| 108         | 12          | "All About Mormons"         | Trey Parker | Trey Parker | 19. november 2003    |
| 109         | 13          | "Butt Out"                  | Trey Parker | Trey Parker | 3. december 2003     |
| 110         | 14          | "Raisins"                   | Trey Parker | Trey Parker | 10. december 2003    |
| 111         | 15          | "It’s Christmas in Canada"  | Trey Parker | Trey Parker | 17. december 2003    |

### Sæson 8 (2004)
| Nr. i serie | Nr. i sæson | Titel                                | Instruktør  | Forfatter   | Oprindelig sendedato | Seertal i USA |
| ----------- | ----------- | ------------------------------------ | ----------- | ----------- | -------------------- | ------------- |
| 112         | 1           | "Good Times with Weapons"            | Trey Parker | Trey Parker | 17. marts 2004       | N/A           |
| 113         | 2           | "Up the Down Steroid"                | Trey Parker | Trey Parker | 24. marts 2004       | N/A           |
| 114         | 3           | "The Passion of the Jew"             | Trey Parker | Trey Parker | 31. marts 2004       | N/A           |
| 115         | 4           | "You Got F'd in the A"               | Trey Parker | Trey Parker | 7. april 2004        | N/A           |
| 116         | 5           | "AWESOM-O"                           | Trey Parker | Trey Parker | 14. april 2004       | N/A           |
| 117         | 6           | "The Jeffersons"                     | Trey Parker | Trey Parker | 21. april 2004       | N/A           |
| 118         | 7           | "Goobacks"                           | Trey Parker | Trey Parker | 28. april 2004       | N/A           |
| 119         | 8           | "Douche and Turd"                    | Trey Parker | Trey Parker | 27. oktober 2004     | N/A           |
| 120         | 9           | "Something Wall-Mart This Way Comes" | Trey Parker | Trey Parker | 3. november 2004     | N/A           |
| 121         | 10          | "Pre-School"                         | Trey Parker | Trey Parker | 10. november 2004    | N/A           |
| 122         | 11          | "Quest for Ratings"                  | Trey Parker | Trey Parker | 17. november 2004    | N/A           |
| 123         | 12          | "Stupid Spoiled Whore Video Playset" | Trey Parker | Trey Parker | 1. december 2004     | N/A           |
| 124         | 13          | "Cartman's Incredible Gift"          | Trey Parker | Trey Parker | 8. december 2004     | N/A           |
| 125         | 14          | "Woodland Critter Christmas"         | Trey Parker | Trey Parker | 15. december 2004    | N/A           |

### Sæson 9 (2005)
126(1) "Mr. Garrison's Fancy New Vagina"
127(2) "Die Hippie, Die"
128(3) "Wing"
129(4) "Best Friends Forever"
130(5) "The Losing Edge"
131(6) "The Death of Eric Cartman"
132(7) "Erection Day"
133(8) "Two Days Before the Day After Tomorrow"
134(9) "Marjorine"
135(10) "Follow That Egg!"
136(11) "Ginger Kids"
137(12) "Trapped in the Closet"
138(13) "Free Willzyx"
139(14) "Bloody Mary"

### Sæson 10 (2006)
140(1) "The Return of Chef"
141(2) "Smug Alert!"
142(3) "Cartoon Wars Part I"
143(4) "Cartoon Wars Part II"
144(5) "A Million Little Fibers"
145(6) "ManBearPig"
146(7) "Tsst"
147(8) "Make Love, Not Warcraft"
148(9) "Mystery of the Urinal Deuce"
149(10) "Miss Teacher Bangs a Boy"
150(11) "Hell on Earth 2006"	1011
151(12) "Go God Go" (Part 1)
152(13) "Go God Go XII" (Part 2)
153(14) "Stanley's Cup"

### Sæson 11 (2007)
154(1) "With Apologies to Jesse Jackson"
155(2) "Cartman Sucks"
156(3) "Lice Capades"
157(4) "The Snuke"
158(5) "Fantastic Easter Special"
159(6) "D-Yikes!"
160(7) "Night of the Living Homeless"
161(8) "Le Petit Tourette"
162(9) "More Crap"
163(10) "Imaginationland Episode I"
164(11) "Imaginationland Episode II"
165(12) "Imaginationland Episode III"
166(13) "Guitar Queer-O"
167(14) "The List"

### Sæson 12 (2008)
168(1) "Tonsil Trouble"
169(2) "Britney's New Look"
170(3) "Major Boobage"
171(4) "Canada on Strike"
172(5) "Eek, a Penis!"
173(6) "Over Logging"
174(7) "Super Fun Time"
175(8) "The China Probrem"
176(9) "Breast Cancer Show Ever"
177(10) "Pandemic"
178(11) "Pandemic 2: The Startling"
179(12) "About Last Night..."
180(13) "Elementary School Musical"
181(14) "The Ungroundable"

### Sæson 13 (2009)
| Nr. i serie | Nr. i sæson | Titel                   | Instruktør  | Forfatter   | Oprindelig sendedato | Seertal i USA    |
| ----------- | ----------- | ----------------------- | ----------- | ----------- | -------------------- | ---------------- |
| 182         | 1           | "The Ring"              | Trey Parker | Trey Parker | 11. marts 2009       | 3,11 millioner   |
| 183         | 2           | "The Coon"              | Trey Parker | Trey Parker | 18. marts 2009       | 3,27 millioner   |
| 184         | 3           | "Margaritaville"        | Trey Parker | Trey Parker | 25. marts 2009       | 2,77 millioner   |
| 185         | 4           | "Eat, Pray, Queef"      | Trey Parker | Trey Parker | 1. april 2009        | 3,0 millioner    |
| 186         | 5           | "Fishsticks"            | Trey Parker | Trey Parker | 8. april 2009        | 3,1 millioner    |
| 187         | 6           | "Pinewood Derby"        | Trey Parker | Trey Parker | 15. april 2009       | 2,78 millioner   |
| 188         | 7           | "Fatbeard"              | Trey Parker | Trey Parker | 22. april 2009       | = 2,59 millioner |
| 189         | 8           | "Dead Celebrities"      | Trey Parker | Trey Parker | 7. oktober 2009      | 2,67 millioner   |
| 190         | 9           | "Butters' Bottom Bitch" | Trey Parker | Trey Parker | 14. oktober 2009     | 2,56 millioner   |
| 191         | 10          | "W.T.F."                | Trey Parker | Trey Parker | 21. oktober 2009     | 1,37 millioner   |
| 192         | 11          | "Whale Whores"          | Trey Parker | Trey Parker | 28. oktober 2009     | N/A              |
| 193         | 12          | "The F Word"            | Trey Parker | Trey Parker | 4. november 2009     | 1,99 millioner   |
| 194         | 13          | "Dances with Smurfs"    | Trey Parker | Trey Parker | 11. november 2009    | 1,47 millioner   |
| 195         | 14          | "Pee"                   | Trey Parker | Trey Parker | 18. november 2009    | 2,87 millioner   |

### Sæson 14 (2010)
| Nr. i serie | Nr. i sæson | Titel                               | Instruktør  | Forfatter   | Oprindelig sendedato | Seertal i USA  |
| ----------- | ----------- | ----------------------------------- | ----------- | ----------- | -------------------- | -------------- |
| 196         | 1           | "Sexual Healing"                    | Trey Parker | Trey Parker | 17. marts 2010       | 3,74 millioner |
| 197         | 2           | "The Tale of Scrotie McBoogerballs" | Trey Parker | Trey Parker | 24. marts 2010       | 3,24 millioner |
| 198         | 3           | "Medicinal Fried Chicken"           | Trey Parker | Trey Parker | 31. marts 2010       | 2,99 millioner |
| 199         | 4           | "You Have 0 Friends"                | Trey Parker | Trey Parker | 7. april 2010        | 3,07 millioner |
| 200         | 5           | "200"                               | Trey Parker | Trey Parker | 14. april 2010       | 3,33 millioner |
| 201         | 6           | "201"                               | Trey Parker | Trey Parker | 21. april 2010       | 3,50 millioner |
| 202         | 7           | ""Crippled Summer""                 | Trey Parker | Trey Parker | 28. april 2010       | 3,55 millioner |
| 203         | 8           | ""Poor and Stupid""                 | Trey Parker | Trey Parker | 6. oktober 2010      | 3,14 millioner |
| 204         | 9           | "It's a Jersey Thing"               | Trey Parker | Trey Parker | 13. oktober 2010     | 3,25 millioner |
| 205         | 10          | "Insheeption"                       | Trey Parker | Trey Parker | 20. oktober 2010     | 2,89 millioner |
| 206         | 11          | "Coon 2: Hindsight (Del 1)"         | Trey Parker | Trey Parker | 27. oktober 2010     | 2.76 millioner |
| 207         | 12          | "Mysterion Rises (Del 2)"           | Trey Parker | Trey Parker | 3. november 2010     | 2,85 millioner |
| 208         | 13          | "Coon vs. Coon and Friends"         | Trey Parker | Trey Parker | 12. november 2010    | 2,79 millioner |
| 209         | 14          | "Crème Fraiche"                     | Trey Parker | Trey Parker | 17. november 2010    | 2,49 millioner |

### Sæson 15 (2011)
| Nr. i serie | Nr. i sæson | Titel                             | Instruktør  | Forfatter   | Oprindelig sendedato | Seertal i USA  |
| ----------- | ----------- | --------------------------------- | ----------- | ----------- | -------------------- | -------------- |
| 210         | 1           | "HumancentiPad"                   | Trey Parker | Trey Parker | 27. april 2011       | 3,11 millioner |
| 211         | 2           | "Funnybot"                        | Trey Parker | Trey Parker | 4. maj 2011          | 2,59 millioner |
| 212         | 3           | "Royal Pudding"                   | Trey Parker | Trey Parker | 11. maj 2011         | 2,43 millioner |
| 213         | 4           | "T.M.I."                          | Trey Parker | Trey Parker | 18. maj 2011         | 2,42 millioner |
| 214         | 5           | "Crack Baby Athletic Association" | Trey Parker | Trey Parker | 25. maj 2011         | 2,53 millioner |
| 215         | 6           | "City Sushi"                      | Trey Parker | Trey Parker | 1. juni 2011         | 2,56 millioner |
| 216         | 7           | ""You're Getting Old""            | Trey Parker | Trey Parker | 8. juni 2011         | 2,30 millioner |
| 217         | 8           | ""Ass Burgers""                   | Trey Parker | Trey Parker | 5. oktober 2011      | 2,94 millioner |
| 218         | 9           | "The Last of the Meheecans"       | Trey Parker | Trey Parker | 12. oktober 2011     | 2,90 millioner |
| 219         | 10          | "Bass to Mouth"                   | Trey Parker | Trey Parker | 19. oktober 2011     | 2,43 millioner |
| 220         | 11          | "Broadway Bro Down"               | Trey Parker | Trey Parker | 26. oktober 2011     | 2.92 millioner |
| 221         | 12          | "1%"                              | Trey Parker | Trey Parker | 2. november 2011     | 2,85 millioner |
| 222         | 13          | "A History Channel Thanksgiving"  | Trey Parker | Trey Parker | 11. november 2011    | 2,85 millioner |
| 223         | 14          | "The Poor Kid"                    | Trey Parker | Trey Parker | 16. november 2011    | 2,41 millioner |

### Sæson 16 (2012)
| Nr. i serie | Nr. i sæson | Titel                                | Instruktør  | Forfatter   | Oprindelig sendedato | Seertal i USA  |
| ----------- | ----------- | ------------------------------------ | ----------- | ----------- | -------------------- | -------------- |
| 224         | 1           | "Reverse Cowgirl"                    | Trey Parker | Trey Parker | 14. marts 2012       | 2,63 millioner |
| 225         | 2           | "Cash for Gold"                      | Trey Parker | Trey Parker | 21. marts 2012       | 2,31 millioner |
| 226         | 3           | "Faith Hilling"                      | Trey Parker | Trey Parker | 28. marts 2012       |                |
| 227         | 4           | "Jewpacabra"                         | Trey Parker | Trey Parker | 4. april 2012        | 2,69 millioner |
| 228         | 5           | "Butterballs"                        | Trey Parker | Trey Parker | 11. april 2012       | 2,23 millioner |
| 229         | 6           | "I Should Have Never Gone Ziplining" | Trey Parker | Trey Parker | 18. april 2012       | 2,43 millioner |
| 230         | 7           | "Cartman Finds Love"                 | Trey Parker | Trey Parker | 25. april 2012       | 2,33 millioner |
| 231         | 8           | "Sarcastaball"                       | Trey Parker | Trey Parker | 26. september 2012   | 1,84 millioner |
| 232         | 9           | "Raising the Bar"                    | Trey Parker | Trey Parker | 3. oktober 2012      | 1,69 millioner |
| 232         | 10          | "Insecurity"                         | Trey Parker | Trey Parker | 10. oktober 2012     | TBA            |